# بارنكوت
بارنكوت (بالإسبانية: El Barranquete)‏ هي قرية تابعة لبلدية نايجار (المرية، أندلوسيا، إسبانيا)، وتقع على بعد 25 كم من عاصمة المقاطعة الميريا. بلغ عدد سكانها 1034 شخصا في عام 2012.
 إسبانيا